# Habsburg Cecília Renáta lengyel királyné
Habsburg Cecília Renáta főhercegnő (németül Cäcilia Renata von Österreich, lengyelül Cecylia Renata Habsburżanka), (Graz, 1611. július 16. – Vilnius, Litvánia, 1644. március 24.) osztrák főhercegnő, a Habsburg-ház osztrák ágának tagja, házassága révén 1637 és 1644 között Lengyelország királynéja és Litvánia nagyfejedelemnéje.

## Élete
Cecília Renáta 1611. július 16-án született Grazban. Édesapja a későbbi II. Ferdinánd német-római császár, magyar és cseh király, akkor Belső-Ausztria főhercege (1578–1637), édesanyja Mária Anna bajor hercegnő (1574–1616), V. Vilmos bajor herceg leánya, apai dédapja I. Ferdinánd német-római császár, magyar és cseh király (1503–1564).
1624-ben Bethlen Gábor erdélyi fejedelem megkérte az akkor tizenhárom éves főhercegnő kezét, és ezzel együtt katonai szövetséget ajánlott a Habsburgoknak, a bigottan katolikus II. Ferdinánd császár azonban habozás nélkül elutasította az ajánlatot. Cecília Renáta kezét végül IV. Ulászló lengyel király nyerte el, mivel a Habsburg-politika számára fontosabb volt Lengyelország megtartása a szövetségi rendszerben, mint egy bizonytalan kapcsolat Erdéllyel. Az esküvőre 1637. szeptember 13-án Krakkóban került sor a lengyel királlyal, akinek az édesanyja, az 1598-ban gyermekágyi lázban elhunyt Habsburg Anna főhercegnő (1573–1598) mellesleg Cecília Renáta apai nagynénje volt, ezáltal Cecília és Ulászló elsőfokú unokatestvérek voltak.

## Halála
Cecília Renáta királyné 1644. március 24-én hozta világra harmadik gyermekét, a csecsemő azonban halva született, anyja pedig a nehéz szülésbe belehalt. A krakkói Wawel katedrális altemplomában temették el. Férje két évvel később, 1646-ban másodszor is megnősült.

## Gyermekei
IV. Ulászló lengyel király és Cecília Renáta házasságából három gyermek született, azonban egyikük sem érte el a felnőttkort:
- Zsigmond Kázmér (1640. április 1. – 1647. augusztus 9.)
- Mária Anna Izabella (1642. január 8. – 1642. február 7.)
- gyermek (*/† 1644. március 24.)